# Stanisław Messing
Stanisław Messing, ros. Станислав Адамович Мессинг (ur. 1890 w Warszawie, zm. 2 września 1937 w Kommunarce) – polski socjaldemokrata i komunista, funkcjonariusz sowieckich służb specjalnych.

## Życiorys
W 1906 ukończył cztery klasy gimnazjum w Warszawie, zaś w 1908 żydowską szkołę rzemieślniczą. Następnie znalazł pracę w drukarni. W marcu tego roku wstąpił do Socjaldemokracji Królestwa Polskiego i Litwy. Kilkakrotnie był aresztowany za działalność rewolucyjną. Skazano go na karę odesłania z granic zaboru rosyjskiego, w rezultacie czego przybył do Belgii, gdzie pracował jako robotnik. Następnie przeniósł się do Francji. W 1911 powrócił do Warszawy, kontynuując działalność w SDKPiL. Ponownie go aresztowano, ale wkrótce wyszedł na wolność. W marcu 1913 został zmobilizowany do armii rosyjskiej. Służył w 17 Turkiestańskim Pułku Strzeleckim. Brał udział w I wojnie światowej. Po rewolucji lutowej i obaleniu caratu w 1917 wszedł w skład pułkowego komitetu żołnierskiego.
Latem 1917 przyjechał do Moskwy, gdzie zaangażował się w działalność rewolucyjną. Po rewolucji bolszewickiej objął funkcję sekretarza sokolniczewskiego ispołkomu, a następnie szefa sokolniczewskiej rejonowej Czeka. Od grudnia 1918 kierował tajnym oddziałem operacyjnym moskiewskiej Czeka. W lipcu 1920 wszedł w skład kolegium Czeka. Na początku stycznia 1921 stanął na czele moskiewskiej, zaś w listopadzie tego roku piotrogrodzkiej Czeka. Popadł w silny konflikt z Grigorijem Zinowiewem, ale mimo tego nie utracił stanowiska. Od października 1922 dowodził jednocześnie wojskami OGPU okręgu piotrogrodzkiego. Następnie objął funkcję zastępcy szefa OGPU. Pod koniec września 1926 był celem nieudanego zamachu. W tym samym roku został członkiem Północno-Zachodniego Biura Komitetu Centralnego Wszechrosyjskiej Komunistycznej Partii (bolszewików). Od końca października 1929 był II zastępcą szefa OGPU. Współtworzył Oddział Zagraniczny OGPU.
W lipcu 1931 odsunięto go od pełnionego stanowiska. Znalazł pracę w komisariacie ludowym handlu zagranicznego. Od października tego roku stał na czele prezydium wszechzwiązkowej izby handlowej. W 1934 skierowano go do Mongolii, gdzie przewodniczył sowiecko-mongolsko-tuwińskiej izbie handlowej narkomatu handlu zagranicznego. Następnie pełnił funkcję pełnomocnego przedstawiciela rady pracy i obrony ZSRR w Tadżykistanie, a potem przewodniczącego kierownictwa Sowmongtuwtorgu. W 1935 powrócił na stanowisko przewodniczącego prezydium wszechzwiązkowej izby handlowej ZSRR. Odznaczony Orderem Czerwonego Sztandaru.
W okresie „wielkiej czystki” 15 czerwca 1937 aresztowany przez NKWD, 2 września 1937 skazany przez trójkę NKWD na karę śmierci, stracony tego samego dnia w miejscu egzekucji Kommunarka pod Moskwą, pochowany anonimowo.